# Tân Thành (xã), thành phố Cà Mau
Tân Thành là một xã cũ thuộc thành phố Cà Mau, tỉnh Cà Mau, Việt Nam.

## Địa lý
Xã Tân Thành nằm ở phía đông thành phố Cà Mau, có vị trí địa lý:
- Phía đông giáp xã Tắc Vân
- Phía tây giáp phường Tân Thành
- Phía nam giáp xã Định Bình
- Phía bắc giáp tỉnh Bạc Liêu.

Xã Tân Thành có diện tích 24,22 km², dân số năm 2022 là 10.201 người, mật độ dân số đạt 421 người/km².

## Hành chính
Xã Tân Thành được chia thành 6 ấp: 2, 3, 4, 5, 6, Bình Định.

## Lịch sử
Trước năm 1956, xã Tân Thành thuộc quận Giá Rai, tỉnh Bạc Liêu.
Ngày 9 tháng 3 năm 1956, Chính quyền Việt Nam Cộng hòa ban hành Sắc lệnh số 32-NV về việc sáp nhập 4 xã trước đó thuộc quận Giá Rai, tỉnh Bạc Liêu là Định Thành, Hoà Thành, Tân Thành, Phong Thạnh Tây vào địa bàn tỉnh Cà Mau mới được thành lập.
Ngày 22 tháng 10 năm 1956, Tổng thống Việt Nam Cộng hòa Ngô Đình Diệm ký Sắc lệnh số 143/VN thay đổi địa giới và tên Đô thành Sài Gòn – Chợ Lớn cùng các tỉnh và tỉnh lỵ tại Việt Nam. Theo đó, tỉnh Cà Mau đổi tên thành tỉnh An Xuyên và xã Tân Thành thuộc quận Quản Long.
Sau năm 1975, xã Tân Thành thuộc huyện Châu Thành, tỉnh Cà Mau.
Ngày 20 tháng 12 năm 1975, Bộ Chính trị Đảng Cộng sản Việt Nam ban hành Nghị quyết số 19/NQ điều chỉnh lại việc hợp nhất tỉnh ở miền Nam Việt Nam cho sát với tình hình thực tế, theo đó tỉnh Cà Mau và tỉnh Bạc Liêu được tiến hành hợp nhất vào ngày 1 tháng 1 năm 1976 với tên gọi ban đầu là tỉnh Cà Mau – Bạc Liêu. Khi đó, xã Tân Thành thuộc huyện Châu Thành, tỉnh Cà Mau – Bạc Liêu.
Ngày 10 tháng 3 năm 1976, Ban đại diện Trung ương Đảng và Chính phủ đổi tên tỉnh Cà Mau – Bạc Liêu thành tỉnh Minh Hải. Khi đó, xã Tân Thành thuộc huyện Châu Thành, thuộc tỉnh Minh Hải.
Ngày 11 tháng 7 năm 1977, Hội đồng Chính phủ ban hành Quyết định số 181-CP về việc sáp nhập xã Tân Thành thuộc huyện Châu Thành mới giải thể vào huyện Giá Rai.
Ngày 29 tháng 12 năm 1978, Hội đồng Chính phủ ban hành Quyết định số 326-CP. Theo đó, chuyển xã Tân Thành thuộc huyện Giá Rai về huyện Cà Mau mới thành lập quản lý.
Ngày 25 tháng 7 năm 1979, Hội đồng Chính phủ ban hành Quyết định số 275-CP về việc chia xã Tân Thành thuộc huyện Cà Mau thành 3 xã: Tân Thành, Tân Định và Tân Thạnh.
Ngày 30 tháng 8 năm 1983, Hội đồng Bộ trưởng ban hành Quyết định số 94-HĐBT về việc sáp nhập xã Tân Định và xã Tân Thành của huyện Cà Mau mới giải thể vào thị xã Cà Mau.
Ngày 14 tháng 2 năm 1987, Hội đồng Bộ trưởng ban hành Quyết định số 33B-HĐBT về việc sáp nhập xã Tân Định vào xã Tân Thành.
Ngày 6 tháng 11 năm 1996, Quốc hội ban hành Nghị quyết về việc chia tỉnh Minh Hải thành hai tỉnh là tỉnh Bạc Liêu và tỉnh Cà Mau. Khi đó, xã Tân Thành thuộc thị xã Cà Mau, tỉnh Cà Mau.
Ngày 14 tháng 4 năm 1999, Chính phủ Việt Nam ban hành Nghị định số 21/1999/NĐ-CP về việc thành lập thành phố Cà Mau thuộc tỉnh Cà Mau. Xã Tân Thành trực thuộc thành phố Cà Mau.
Ngày 4 tháng 6 năm 2009, Chính phủ ban hành Nghị quyết số 24/NQ-CP về việc thành lập phường Tân Thành trên cơ sở điều chỉnh 1.115,32 ha diện tích tự nhiên và 5.137 nhân khẩu của xã Tân Thành.
Sau khi điều chỉnh địa giới hành chính, xã Tân Thành còn lại 2.385,54 ha diện tích tự nhiên và 7.715 nhân khẩu.

## Kinh tế
Kinh tế của xã chủ yếu là sản xuất nông nghiệp (Lúa 2 vụ 243 ha, nuôi tôm 1.465 ha), đặc biệt xã có nghề nuôi cá chình, cá bống tượng rất phát triển (240 ha, sản lượng 720 tấn, giá trị đạt 165 tỷ năm 2016) nhãn hiệu cá chính, cá bống tượng đã được công nhận, xã cũng có làng nghề dệt chiếu truyền thống được duy trì và phát triển. Thu nhập bình quân đầu người năm 2016 là 44,9 triệu/người/năm, so với tiêu chí thu nhập xã nông thôn mới là 37 triệu đồng.

### Nông thôn mới
Xã đạt chuẩn nông thôn mới vào tháng 7 năm 2015.

## Giao thông
Xã Tân Thành có 3 tuyến đường ô tô (ngang 3,5m) về trung tâm xã bao gồm: Tuyến từ xã Tắc Vân (dài 4,5 km), điểm đầu tại Trung tâm văn hóa xã Tắc Vân (Quốc lộ 1A), điểm cuối tại trụ sở xã Tân Thành đi qua các ấp 2, ấp 5. Tuyến Cái Nhum (dài 2,5 km), điểm đầu tại Cầu Cái Nhum (Quản lộ Phụng Hiệp), điểm cuối tại trụ sở xã đi qua các ấp 4, ấp 5. Tuyến Cái Nhứt – Tắc Vân (dài 7 km), điểm đầu tại cống Cà Mau, điểm cuối tại trụ sở xã đi qua Phường Tân Thành, ấp 4, ấp 5. Ngoài ra xã còn có 27 km đường liên ấp, đường dân sinh (ngang 2,5m, 1,5m) bằng xi măng cốt thép bảo đảm đi lại bằng xe 2 bánh trong hai mùa mưa nắng trên địa bàn toàn xã (Đạt tiêu chí số 2 về giao thông xã nông thôn mới).